# Marley Dias
Marley Dias, född 3 januari 2005 i Philadelphia, är en amerikansk aktivist och feminist. När hon var tio år gammal tog hon i november 2015 initiativ till en kampanj med hashtagen #1000BlackGirlBooks.

## Biografi
Marley Dias är uppkallad efter reggaesångaren Bob Marley. Hon är av jamaicansk och kapverdiansk härkomst. Hon föddes i Philadelphia och växte upp i New Jersey. När hon var barn saknade hon böcker som handlade om svarta flickor och initierade i november 2015 en kampanj med hashtagen #1000BlackGirlBooks för att väcka uppmärksamhet kring litteratur med svarta kvinnliga huvudpersoner. 
2017 vann Dias Smithsonian Magazines American Ingenuity Award i kategorin Ungdom.

## Kampanj
Marley Dias kampanj fokuserar specifikt på böcker där svarta flickor är huvudpersonerna. Målet med kampanjen #1000BlackGirlBooks var att samla 1 000 böcker att ge bort till svarta flickor. På bara några månader insamlades mer än 9 000 böcker. Många av dessa har skickats till Jamaica. Kampanjen väckte också allmänhetens uppmärksamhet på bristen på mångfald i barnlitteraturen.

## Efter kampanjen
Kampanjen blev så populär över hela världen att Dias därefter skrev en egen bok, Marley Dias Gets It Done: And So Can You! Dias vill visa barnen över hela världen att deras önskemål eller drömmar kan förverkligas. Boken publicerade 2018 av Scholastic Corporation, ett globalt barnboksförlag. Marley sa: "Jag tror att skriva ger mig kreativ frihet. Jag älskar att bara kunna göra vad jag vill. När jag skapar en berättelse kan jag göra den hur rolig, ledsen eller glad jag vill att den ska vara." 
Till yngre läsare rekommenderar hon några böcker:
1. The Story of Ruby Bridges, av Robert Coles
2. No Mirrors in My Nana's House, av Ysaye M. Barnwell
3. Dear America(en)
4. Chains(en) av Laurie Halse Anderson
5. Brun flicka drömmer(en) av Jacqueline Woodson
6. Roll of Thunder, Hear My Cry(en) av Mildred D. Taylor(en)

Marley Dias deltog i The Nightly Show med Larry Wilmore och var medvärd för programmet Girls Can Do. Hon har intervjuat Misty Copeland och Ava DuVernay för Elle.com. Hon har blivit webbsidans allra yngsta redaktör.